# Antiqua sanctorum patrum
Antiqua sanctorum patrum je papeška bula, ki jo je napisal papež Gregor VII. leta 1079.
S to bulo je papež podelil lyonski cerkvi primat nad cerkvami v Galiji.